# آتسوکو ۸۴۱۴
سیارک ۸۴۱۴ (به انگلیسی: 8414 Atsuko، نامگذاری:1996TW10) هشت هزار و چهارصد و چهاردهمین سیارک کشف شده‌است که در ۹ اکتبر ۱۹۹۶ کشف شد.
قدر مطلق سیارک برابر ۱۳٫۸۰ است.